# تل کردستان ۲
تل کردستان ۲ مربوط به هزاره ۴ قبل از میلاد است و در شهرستان بهبهان، بخش مرکزی، دهستان حومه، روستای کردستان کوچک واقع شده و این اثر در تاریخ ۱ مرداد ۱۳۸۶ با شمارهٔ ثبت ۱۹۲۵۵ به‌عنوان یکی از آثار ملی ایران به ثبت رسیده است.